# Peperomia rubea
Peperomia rubea är en pepparväxtart som beskrevs av William Trelease. Peperomia rubea ingår i släktet peperomior, och familjen pepparväxter. Inga underarter finns listade i Catalogue of Life.